# Skurken
"Skurken", även "Mr. Guilty", är en sång av Loudon Wainwright III från 1975. I Sverige är den känd som Ola Magnells och Birger Karlssons tolkning "Skurken". Wainwrights version återfinns på albumet Unrequited (1975) och Magnells på Europaväg 66 (1981). "Skurken" utgavs även som singel 1981 med ytterligare en cover som b-sida, "Ta det kallt, det är allt" (Bob Dylans "Don't Think Twice It's Allright").

## Låtlista
1. "Skurken" – 2:50
2. "Ta det kallt, det är allt" – 3:08

## Medverkande musiker (Magnells version)
- Thomas Almqvist – gitarr
- Sten Forsman – bas och kör
- Vilgot Hansson – trummor
- Maritza Horn – kör
- Ola Magnell – sång, gitarr
- Finn Sjöberg – gitarr
- Clarence Öfwerman – piano

### Fotnoter
1. ↑  ”Ola Magnell”. Svensk mediedatabas. http://smdb.kb.se/catalog/search?q=ola+magnell&sort=OLDEST. Läst 25 januari 2013.